# Irurtzun
Irurtzun település Spanyolországban, Navarra autonóm közösségben. Irurtzun Arakil, Iza és Imotz községekkel határos. Lakosainak száma 2316 fő (2024).

## Népesség
A település népessége az elmúlt években az alábbi módon változott:
| Lakosok száma | 2188 | 2234 | 2200 | 2225 | 2302 | 2223 | 2183 | 2233 | 2299 | 2316 |
|               | 2001 | 2004 | 2007 | 2009 | 2012 | 2014 | 2017 | 2019 | 2022 | 2024 |